# Ronde van Oman

Etappes in 2010

De Ronde van Oman is een meerdaagse wielerwedstrijd in Oman die in 2010 voor het eerst werd verreden. De organisatie is in handen van Amaury Sport Organisation (ASO).
Tot 2020 maakte de koers deel uit van de UCI Asia Tour. Oorspronkelijk als een 2.1 koers, van 2012-2019 was het ingedeeld in de wedstrijdcategorie 2.HC. Voor 2020 werd de wedstrijd op de nieuwe UCI ProSeries-kalender opgenomen met de classificatie 2.Pro, maar vanwege het overlijden van Qaboes bin Said Al Said en de daarop volgende periode van nationale rouw werd de ronde dat jaar geannuleerd.
De laatste jaren werd het klassement steeds beslist in de rit naar Jabad Al Akhdar, beter bekend als Green Mountain. De top van de slotklim ligt op 1235 meter hoogte. De beklimming is 5,7 kilometer lang met een gemiddeld stijgingspercentage van meer dan tien procent. De leider van het algemeen klassement krijgt een rode trui, die van het puntenklassement een groene trui, die van het jongerenklassement een witte trui en die van het klassement voor meest aanvallende renner een witte trui met groen en rode bolletjes. Een bergklassement kent de koers niet.

## Lijst van winnaars

### Meervoudige winnaars
| Zeges | Renner            | Land                | Jaren      |
| ----- | ----------------- | ------------------- | ---------- |
| 002   | Chris Froome      | Verenigd Koninkrijk | 2013, 2014 |
| 002   | Aleksej Loetsenko | Kazachstan          | 2018, 2019 |
| 002   | Adam Yates        | Verenigd Koninkrijk | 2024, 2025 |

### Overwinningen per land
| Zeges | Land                                                                                  |
| ----- | ------------------------------------------------------------------------------------- |
| 004   | Verenigd Koninkrijk                                                                   |
| 002   | Kazachstan                                                                            |
| 001   | België, Italië, Nederland, Slowakije, Spanje, Tsjechië, Verenigde Staten, Zwitserland |

2010 · 2011 · 2012 · 2013 · 2014 · 2015 · 2016 · 2017 · 2018 · 2019 · 2020-2021 · 2022 · 2023 · 2024 · 2025
2005 · 
2006 · 
2007 · 
2008 · 
2009 · 
2010 · 
2011 · 
2012 · 
2013 · 
2014 ·
2015 ·
2016 ·
2017 ·
2018 ·
2019 ·
2020 ·
2021 ·
2022 ·
2023 · 
2024 · 
2025
Belangrijkste wedstrijden

Ronde van Hainan · Japan Cup · Ronde van Sharjah · Ronde van het Taihu-meer · Ronde van Fuzhou · Ronde van Dubai · Ronde van Qatar · Ronde van Oman · Ronde van Langkawi · Ronde van Taiwan · Ronde van Iran · Ronde van Japan · Ronde van Korea · Ronde van het Qinghaimeer · Ronde van China I · Ronde van China II · Ronde van Almaty